# アンリ＝リュシアン・ドゥセ
アンリ＝リュシアン・ドゥセ（Henri Lucien Doucet、1856年8月23日 - 1895年12月30日）はフランスの画家である。

## 略歴
パリに生まれた。父親は鉄道会社の社員であった。エコール・デ・ボザールに入学し、ジュール・ジョゼフ・ルフェーブルやギュスターヴ・ブーランジェに学んだ。1880年に有望な学生に送られるローマ賞を受賞した。1889年のサロン・ド・パリのパステル画で1位を受賞した。1888年からアカデミー・ジュリアンで教えた。
パリの人物を描いた風俗画や人物画で知られる。1889年の作品『舞踏会の後』(Après le bal)が最もよく知られている。
1903年にレジオンドヌール勲章（シュバリエ）を受勲した。エコール・ポリテクニークの教員も務めた。1895年にパリで没した。

## 作品

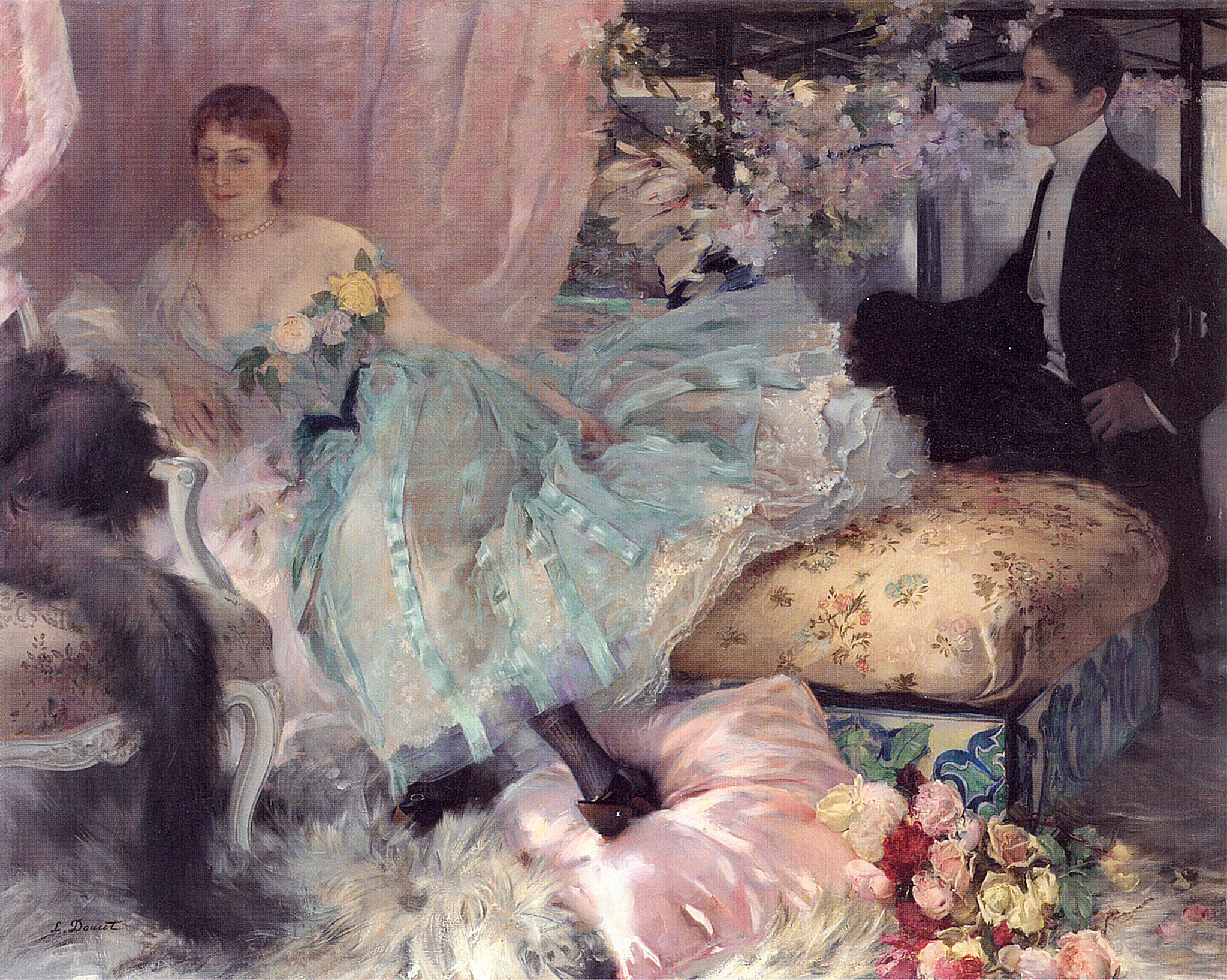
『舞踏会の後』"Après le bal" (1889)
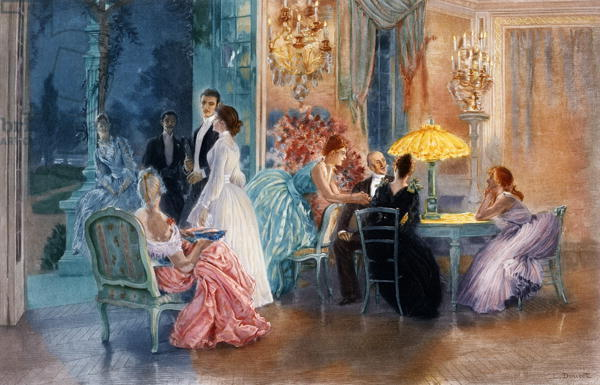
"Le Soir au Chateau" (1890)

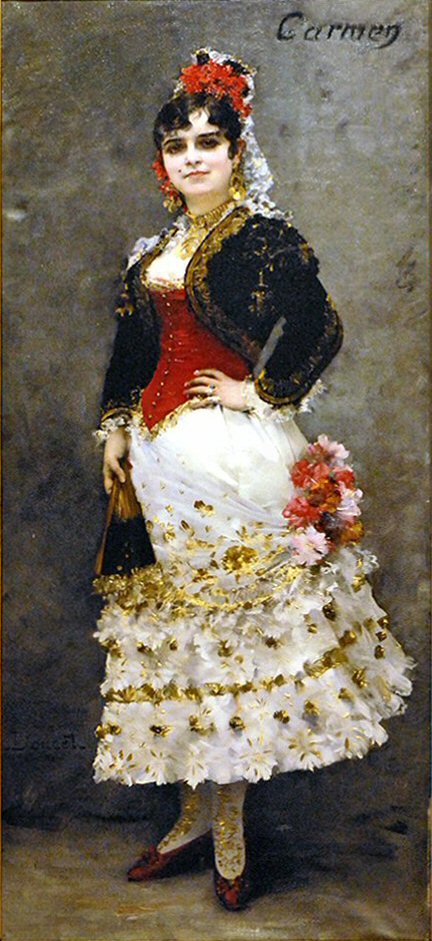
「カルメン」(1884)
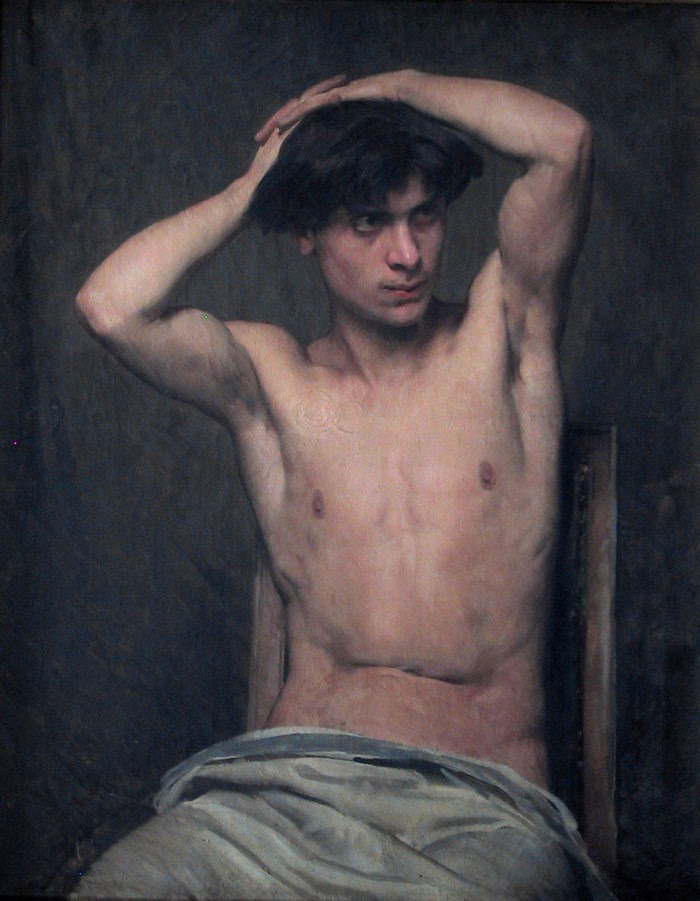
"Torse ou demi-figure peinte" (1879)
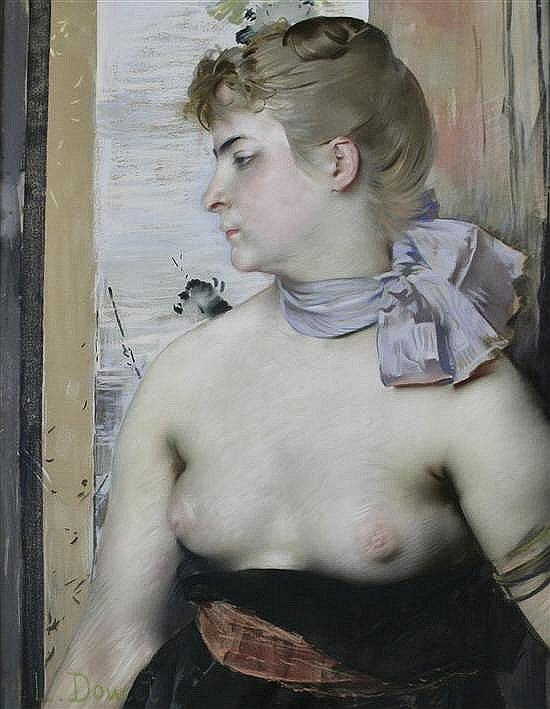
"Jeune fille au ruban"
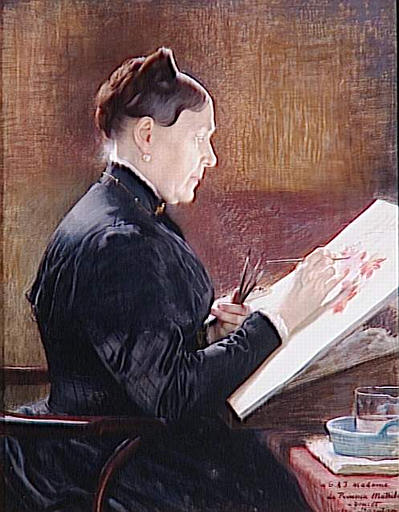
マチルド・ボナパルト